# Missing man salute

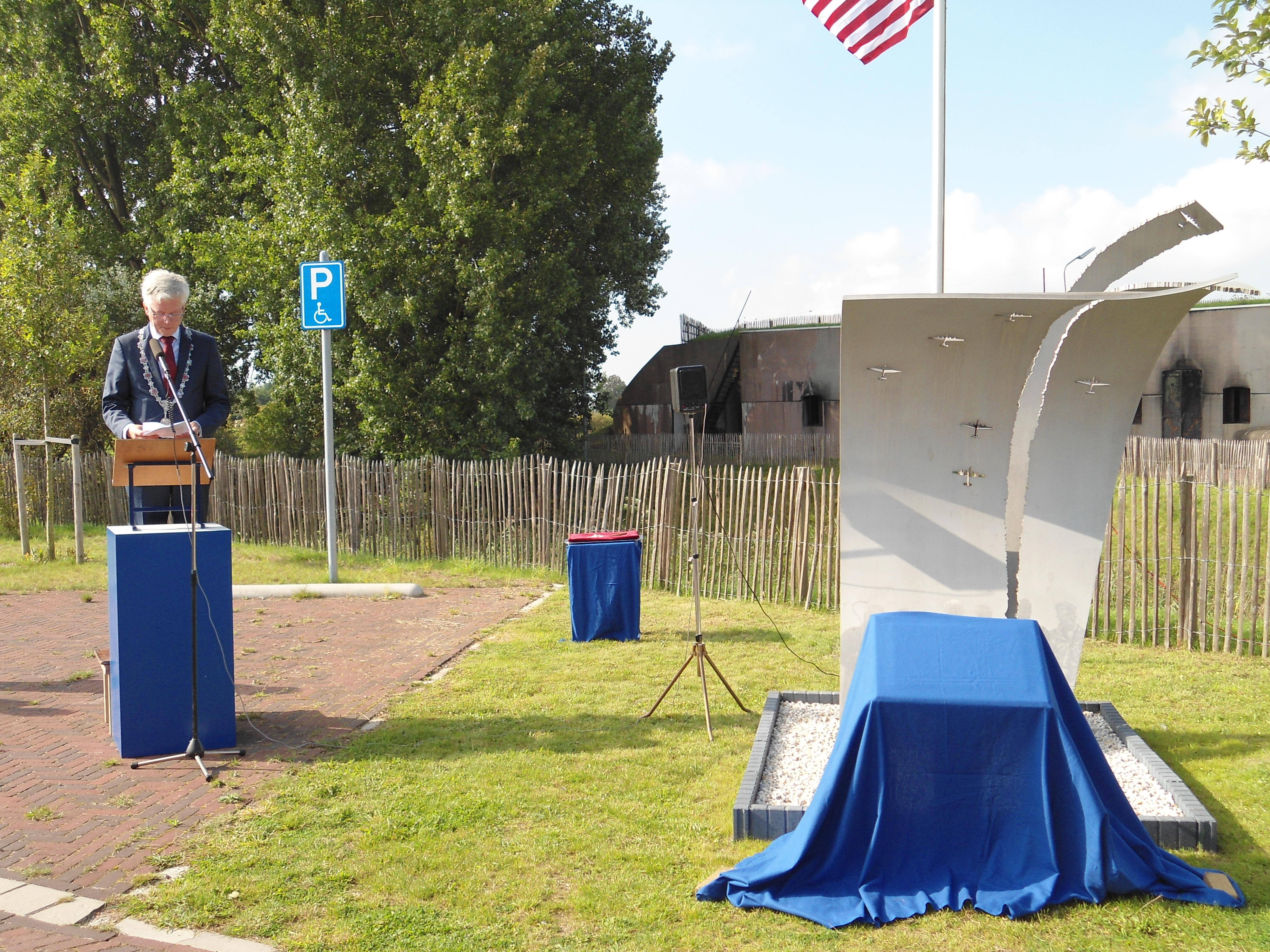
Het monument bij de onthulling in 2014.

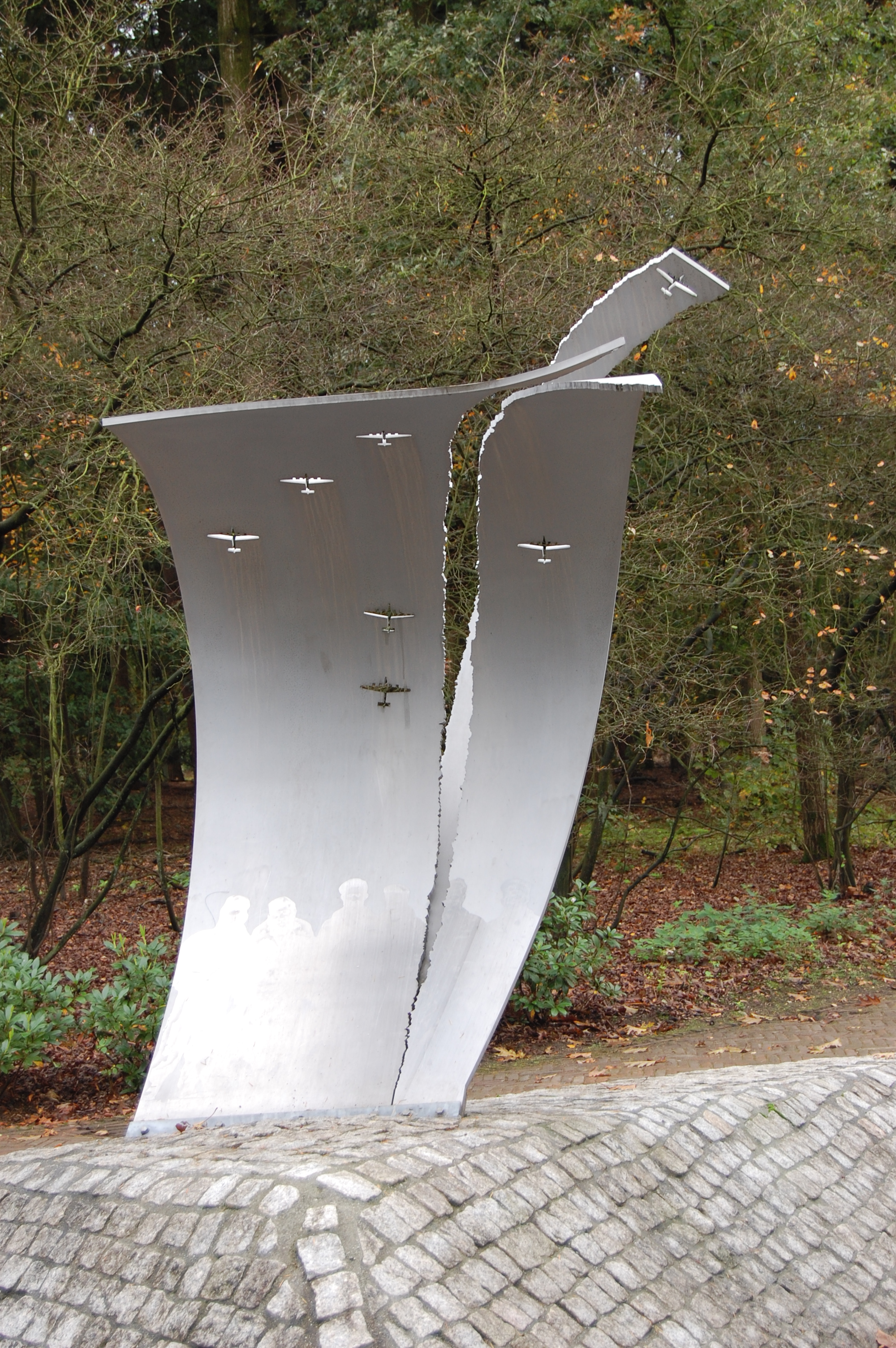
Het monument zoals het stond in Soesterberg

Missing man salute is een monument op het terrein van het Fort bij Aalsmeer bij Aalsmeerderbrug. Het stond van 2004 tot 2014 bij het Militaire Luchtvaart Museum bij Soesterberg.
Het monument beeldt de missingmanformatie uit als eerbetoon aan alle leden van de Amerikaanse luchtmacht die tijdens de Tweede Wereldoorlog boven de Nederlandse staatsgrenzen zijn omgekomen. Het monument is in het bijzonder opgericht voor de bemanning van het vliegtuig B-24 Liberator "Connie", een bommenwerper, die op 21 juni 1944, na een bombardement op Berlijn, de vlucht-formatie moest verlaten en om 12.55 uur nabij Boesingheliede in de Haarlemmermeer neerstortte.
Het monument werd in 2004 opgericht door de Stichting Nederland - Verenigde Staten, en werd ontworpen door Leendert Verboom.
Op 13 september 2014 is het monument opnieuw onthuld, omdat het verplaatst is naar het Fort bij Aalsmeer in verband met de oprichting van een nieuw museum: het CRASH Luchtoorlog- en Verzetsmuseum '40-'45. Deze locatie is ook passend omdat het dicht bij de plaats is (en in dezelfde gemeente) waar de B-24 Liberator Connie was neergestort.